# Хірбет-Тін-Нур (нохія)
Хірбет-Тін-Нур (араб. ناحية خربة تين نور‎‎) — нохія у Сирії, що входить до складу району Хомс провінції Хомс. Адміністративний центр — м. Хірбет-Тін-Нур.
| Сирія | Це незавершена стаття з географії Сирії. Ви можете допомогти проєкту, виправивши або дописавши її. |